# Bygdin

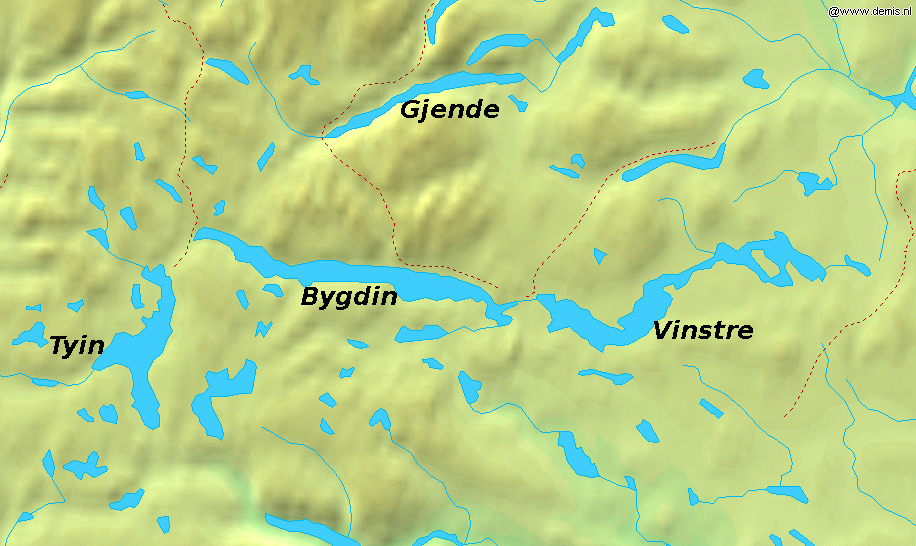
Bygdin und andere Seen der Umgebung

Der Bygdin ist ein See in der norwegischen Provinz (Fylke) Innlandet. Er liegt südöstlich des Jotunheimen-Gebirges, gerade außerhalb des Nationalparks.
Der See ist lang und schmal, die West-Ost-Ausdehnung beträgt 25 km. Im Gegensatz zum nördlich gelegenen, smaragdgrünen Gjendesee hat der Bygdin keine Zuflüsse von Gletschern, was dazu führt, dass seine Farbe tiefblau ist.
Zusammen mit dem Vinstre-See und dem Tyin-See ist er einer der größten Seen in der Region Valdres. Es wird durch einen Staudamm am Ostende reguliert und die Höhe schwankt zwischen 1048 m und 1058 m.
Am See liegen mehrere Touristenhütten; am Westende Eidsbugarden und Fondsbu, an der Nordseite Torfinnsbu und am Ostende der gleichnamige Ort Bygdin. Letzterer liegt direkt an der RV 51. Im Sommer verbindet ein Schiff, die 1912 in Dienst gestellte M/B Bitihorn, diese drei Orte.